# 다카하시 메소드

타카하시 메소드를 사용하면 청중들의 이목을 끌기 쉽다.

다카하시 메소드, 또는 타카하시 메소드(영어: Takahashi method)는 큰 문자를 이용해 눈에 띄게 만들고 강조하는 프레젠테이션 방법론이다.
만든이는 다카하시 마사요시이다. 이 방법론은 하나의 슬라이드에 많은 내용을 담는게 아니라, 주제를 나타낼 수 있는 큼직한 몇 개의 문자로 슬라이드를 만들어낸다. 슬라이드에 쓸데없는 내용이 많을 경우에 청중은 슬라이드의 내용을 읽으려고 노력하다가 막상 발표자가 전하는 바를 놓치는 경우가 발생한다.